# هنر چیپستی

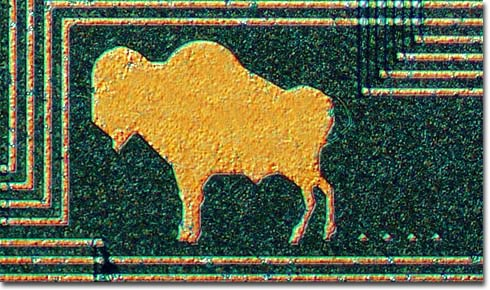
تصویری از یک بوفالو حک شده بر روی یک فیلتر دیجیتال

هنر چیپستی به اثرهای هنری مندرج بر روی مدارهای مجتمع گفته می‌شود. از آنجایی که این قسم از تراشه‌ها به شیوهٔ طرح‌نگار نوری چاپ می‌شوند افزودن این طرح‌ها به فضای خالی مدار باعث افزایش هزینه نمی‌شود. با توجه به اندازهٔ کوچک چیپست‌ها این نقش‌ها تنها با میکروسکوپ دیده می‌شوند. هنر چیپستی، گاه تخم مرغ عید پاک صنعت سخت‌افزار دانسته شده‌است.
قبل از سال ۱۹۸۴ این نقش‌ها کاربرد عملی داشتند؛ اگر شرکت رقیب چیپ مشابهی تولید می‌کرد و آزمایش‌ها وجود نقش مشابهی را ثابت می‌کردند این مدرک معتبری از نقض حق تکثیر بود. اما پس از این سال با تغییر قانون حق تکثیر در ایالات متحدهٔ آمریکا و سایر کشورها، مطابق قانون جدید تمام انواع جدید از چیپست‌ها تحت قانون حق تکثیر قرار می‌گرفتند و امکان ساخت همان چیپست‌ها بدون نقض حق تکثیر ممکن نبود. از این هنگام این طرح‌ها هدف خاصی را دنبال نمی‌کنند.

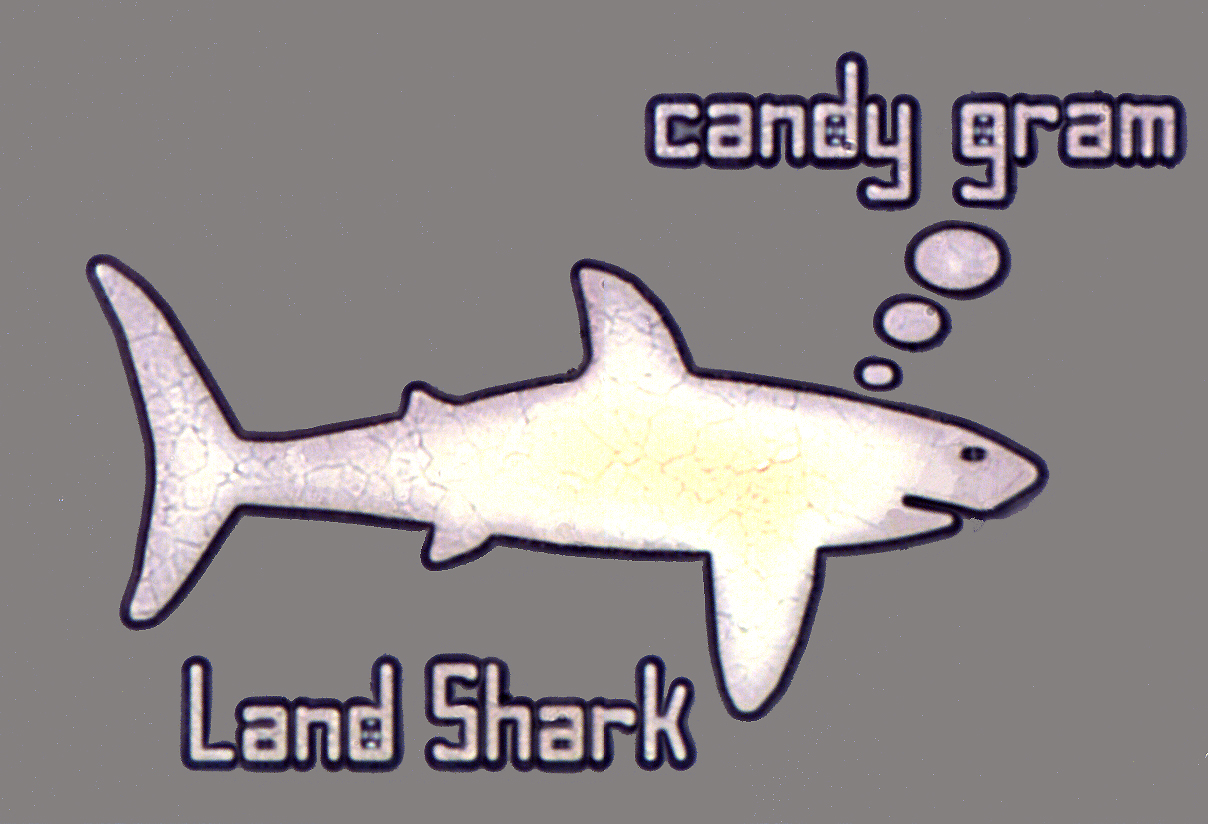
تصویری از کوسهٔ زمینی شخصیت برنامهٔ زنده شنبه شب در داخل یک تراشه
